# Xenophora
Xenophora is een geslacht van mollusken, dat fossiel bekend is vanaf het Laat-Krijt. Tegenwoordig kent dit geslacht nog diverse soorten.

## Beschrijving
Deze zeeslak heeft een lage, kegelvormige schelp met een ondiepe sutuur (afscheiding tussen twee windingen) en een sculptuur, die is samengesteld uit scheve, onderbroken ribjes. De van een nauwe mondopening voorziene platte basis is omgeven door een dunne, golvende buitenzoom. Xenophora verzamelde schelpbrokjes en andere materialen om deze vast te kitten in de buitenrand, ter versteviging van de schelp. De lengte van de schelp bedraagt ongeveer 2 cm.

## Leefwijze
Dit mariene geslacht bewoont vrij diepe wateren op modderbodems. Het voedt zich met in het water zwevende micro-organismen.

## Soorten
- Xenophora cerea (Reeve, 1845)
- Xenophora conchyliophora (Born, 1780)
- Xenophora corrugata (Reeve, 1842)
- Xenophora crispa (König, 1825)
- Xenophora flemingi' Beu, 1977 †
- Xenophora flindersi (Cotton & Godfrey, 1938)
- Xenophora granulosa Ponder, 1983
- Xenophora japonica Kuroda & Habe, 1971
- Xenophora mekranensis (Newton, 1905)
- Xenophora minuta Qi & Ma, 1986
- Xenophora neozelanica Suter, 1908
- Xenophora pallidula (Reeve, 1842)
- Xenophora peroniana (Iredale, 1929)
- Xenophora prognata (Finlay, 1926) †
- Xenophora senegalensis (Reeve, 1845)
- Xenophora tenuis Fulton, 1938